# Ladaniva
Ladaniva — французько-вірменський гурт, що походить із Лілля. Дует, заснований у 2019 році, складається з вірменської співачки Жаклін Багдасарян та французького мультиінструменталіста Луї Томаса. Їхній музичний стиль натхненний етнічною музикою з усього світу, зокрема традиційною балканською музикою та вірменським фольклором. Ladaniva представляли Вірменію на Пісенному конкурсі Євробачення 2024 з піснею «Jako» та посіли 8-ме місце у фіналі з 183 балами.

## Історія
Гурт був створений у 2019 році в Ліллі в результаті співпраці співачки Жаклін Багдасарян та мультиінструменталіста Луї Томаса. Дівчина народилася в 1997 році в Єхегнадзорі, Вірменія, виросла в Мінську, Білорусь, перш ніж емігрувала до Франції з матір'ю у 2014 році. Жаклін співала з раннього дитинства і, проживаючи в Туркуені, вступила до консерваторії Лілля. Томас народився в 1987 році в Ліллі та був досвідченим джазовим музикантом із родини музикантів, також навчався в консерваторії. Одного вечора 2018 року вони випадково зустрілися в музичному барі у Vieux-Lille, l'Intervalle.
У березні та квітні 2020 року, коли багато країн постраждали від пандемії COVID-19 та перебували в карантині, Ladaniva опублікували два відео: «Vay Aman» і «Zepyuri Nman», що мали великий успіх, зокрема у вірменській громаді. Далі вийшов їхній кліп «Kef Chilini», який за кілька місяців набрав 18 млн переглядів. У 2023 році Ladaniva випустили свій перший однойменний альбом, який продюсує та розповсюджує PIAS Group.
9 березня 2024 року Ladaniva були офіційно оголошені представниками Вірменії на Пісенному конкурсі Євробачення 2024.

## Музичний стиль
Репертуар Ladaniva натхненний, з одного боку, традиційними піснями Вірменії та Балкан, а з іншого – музикою Латинської Америки, Африки та острова Реюньйон.

## Нагороди та відзнаки
Ladaniva отримали нагороду Music Moves Europe Award через Public Choice Award у 2022 році.

## Дискографія

### Альбоми
- «Ladaniva» (2023)

### Сингли

#### Як головний артист
| Назва                    | Рік  | Альбом               |
| ------------------------ | ---- | -------------------- |
| «Kef chilini»            | 2020 | Сингли поза альбомом |
| «Oror»                   | 2020 | Сингли поза альбомом |
| «Pourquoi t'as fait ça?» | 2021 | Сингли поза альбомом |
| «Shakar»                 | 2023 | Ladaniva             |
| «Wayo waya»              | 2023 | Ladaniva             |
| «Je voulais»             | 2023 | Ladaniva             |
| «Je t'aime tellement»    | 2023 | Ladaniva             |
| «Jako»                   | 2023 | Ladaniva             |